# Neon Genesis Evangelion 2
 (août 2019).
Neon Genesis Evangelion 2 (新世紀エヴァンゲリオン2, Shinseiki Evangelion 2) est un jeu vidéo de type RPG sorti le 20 novembre 2003 sur PlayStation 2 puis ré-édité sur PlayStation Portable le 27 avril 2006. Il s'agît de la suite du jeu  Neon Genesis Evangelion adapté de la série d'animation du même nom. Le jeu a été développé par Alfa System et édité par Bandai. Il n'a pas été commercialisé hors du Japon.
Ce jeu possède une place particulière parmi les œuvres dérivées de la franchise Evangelion. Le scénario de la série de Hideaki Anno comporte volontairement de nombreuses zones d'ombre et beaucoup de points restent inexpliqués à l'issue de son film conclusif. Or, Neon Genesis Evangelion 2 contient des « Classified Informations », des informations sur la toile de fond de l'univers d'Evangelion que le joueur peut découvrir. Cependant, si le studio Gainax a été impliqué dans le développement du jeu, il est impossible de savoir si ces informations proviennent directement d'Anno et si, donc, elles sont canoniques. Les fans considèrent généralement ces informations comme authentiques tant qu'elles ne sont pas contredites par la série ou les films.

## Exemples deClassified Informations
La liste suivante contient quelques exemples d'informations contenues dans le jeu mais qui n'apparaissent ni dans la série, ni dans les films. Leur canonicité n'est pas certifiée mais ils constituent au minimum le contexte scénaristique du jeu.
- Adam et Lilith ont été créés par une très ancienne civilisation extraterrestre. Les deux premiers Anges sont des « graines de vie » que cette race a envoyé dans le cosmos pour propager la vie. Une seule graine était supposée arriver sur Terre : Adam dans la « Lune Blanche ». Mais la « Lune Noire » contenant Lilith percute peu de temps après la planète, créant la Lune et détruisant en partie Adam, annulant ses effets. Cette collision est le « Premier impact ».
- Une « Lance de Longinus » accompagne chaque graine de vie. Il s'agît à la fois d'un système de sécurité et d'un être vivant potentiellement divin.
- L'A.T. Field est l'ego.
- La SEELE est une organisation secrète ésotérique créée durant le Moyen Âge qui contrôle le monde dans l'ombre depuis le milieu du XXe siècle[2]. Leur objectif est l'Adam Kadmon. Les « Manuscrits de la mer Morte » qu'elle possède annoncent les apparitions des Anges. Ils sont un « mode d'emploi » des graines de vie et de la lance de Longinus laissé par la race extraterrestre qui les a créées.
- Yui est la fille d'un important membre de la SEELE. Gendō l'a initialement approché pour devenir lui-même membre de l'organisation secrète.
- Certains Anges ont une volonté propre (comme détruire l'Humanité ou retrouver Adam) et d'autres non.
- Juste avant le Second impact, les scientifiques de l'équipe Katsuragi sont parvenus a empêcher la disparition de tous les A.T. Fields humains lorsque Adam a été réveillé par accident.
- Les membres de la SEELE comptent devenir eux-mêmes des dieux grâce au Plan de Complémentarité (ce dernier point semble contredire le film The End of Evangelion).